# Léoville
Pour les articles homonymes, voir Leoville.
Léoville est une commune du Sud-Ouest de la France située dans le département de la Charente-Maritime, en région Nouvelle-Aquitaine.
Ses habitants sont appelés les Léovillois et les Léovilloises.

## Géographie

### Communes limitrophes
| Saint-Médard        | Mortiers |                                     |
| Fontaines-d'Ozillac | Léoville | Baignes-Sainte-Radegonde (Charente) |
| Chaunac Vibrac      | Messac   | Vanzac                              |

## Urbanisme

### Typologie
Au 1er janvier 2024, Léoville est catégorisée commune rurale à habitat très dispersé, selon la nouvelle grille communale de densité à 7 niveaux définie par l'Insee en 2022.
Elle est située hors unité urbaine. Par ailleurs la commune fait partie de l'aire d'attraction de Jonzac, dont elle est une commune de la couronne,. Cette aire, qui regroupe 35 communes, est catégorisée dans les aires de moins de 50 000 habitants,.

### Occupation des sols
L'occupation des sols de la commune, telle qu'elle ressort de la base de données européenne d’occupation biophysique des sols Corine Land Cover (CLC), est marquée par l'importance des territoires agricoles (89,8 % en 2018), une proportion identique à celle de 1990 (89,8 %). La répartition détaillée en 2018 est la suivante : 
terres arables (58,1 %), zones agricoles hétérogènes (27,2 %), forêts (10,2 %), cultures permanentes (4,5 %). L'évolution de l’occupation des sols de la commune et de ses infrastructures peut être observée sur les différentes représentations cartographiques du territoire : la carte de Cassini (XVIIIe siècle), la carte d'état-major (1820-1866) et les cartes ou photos aériennes de l'IGN pour la période actuelle (1950 à aujourd'hui).

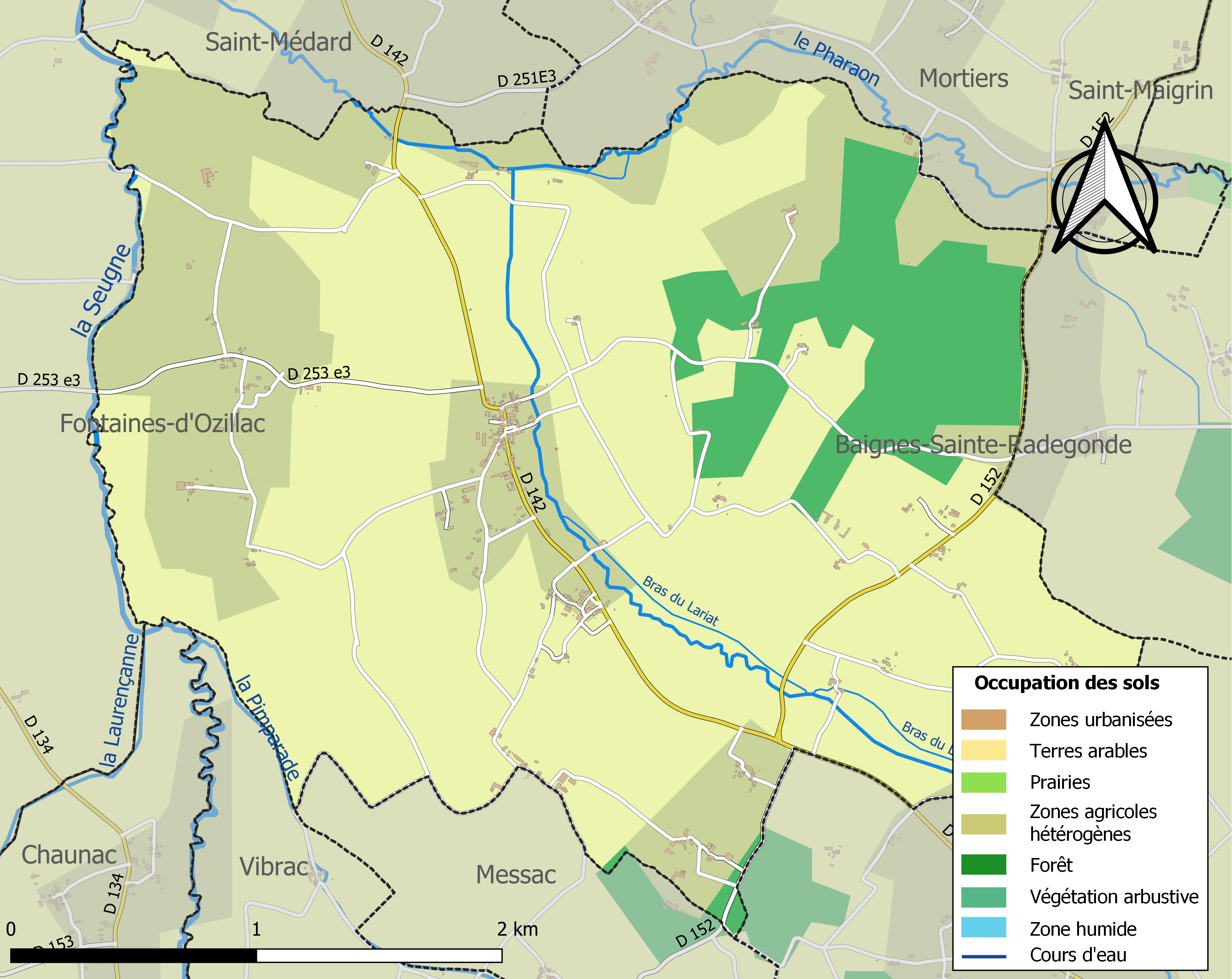
Carte des infrastructures et de l'occupation des sols de la commune en 2018 (CLC).

### Risques majeurs
Le territoire de la commune de Léoville est vulnérable à différents aléas naturels : météorologiques (tempête, orage, neige, grand froid, canicule ou sécheresse), inondations, mouvements de terrains et séisme (sismicité faible). Il est également exposé à un risque technologique, le transport de matières dangereuses. Un site publié par le BRGM permet d'évaluer simplement et rapidement les risques d'un bien localisé soit par son adresse soit par le numéro de sa parcelle.

#### Risques naturels
Certaines parties du territoire communal sont susceptibles d’être affectées par le risque d’inondation par débordement de cours d'eau, notamment la Pimparade, le Pharaon, le ruisseau Lariat et la Seugne. La commune a été reconnue en état de catastrophe naturelle au titre des dommages causés par les inondations et coulées de boue survenues en 1982, 1986, 1999, 2010 et 2018,.

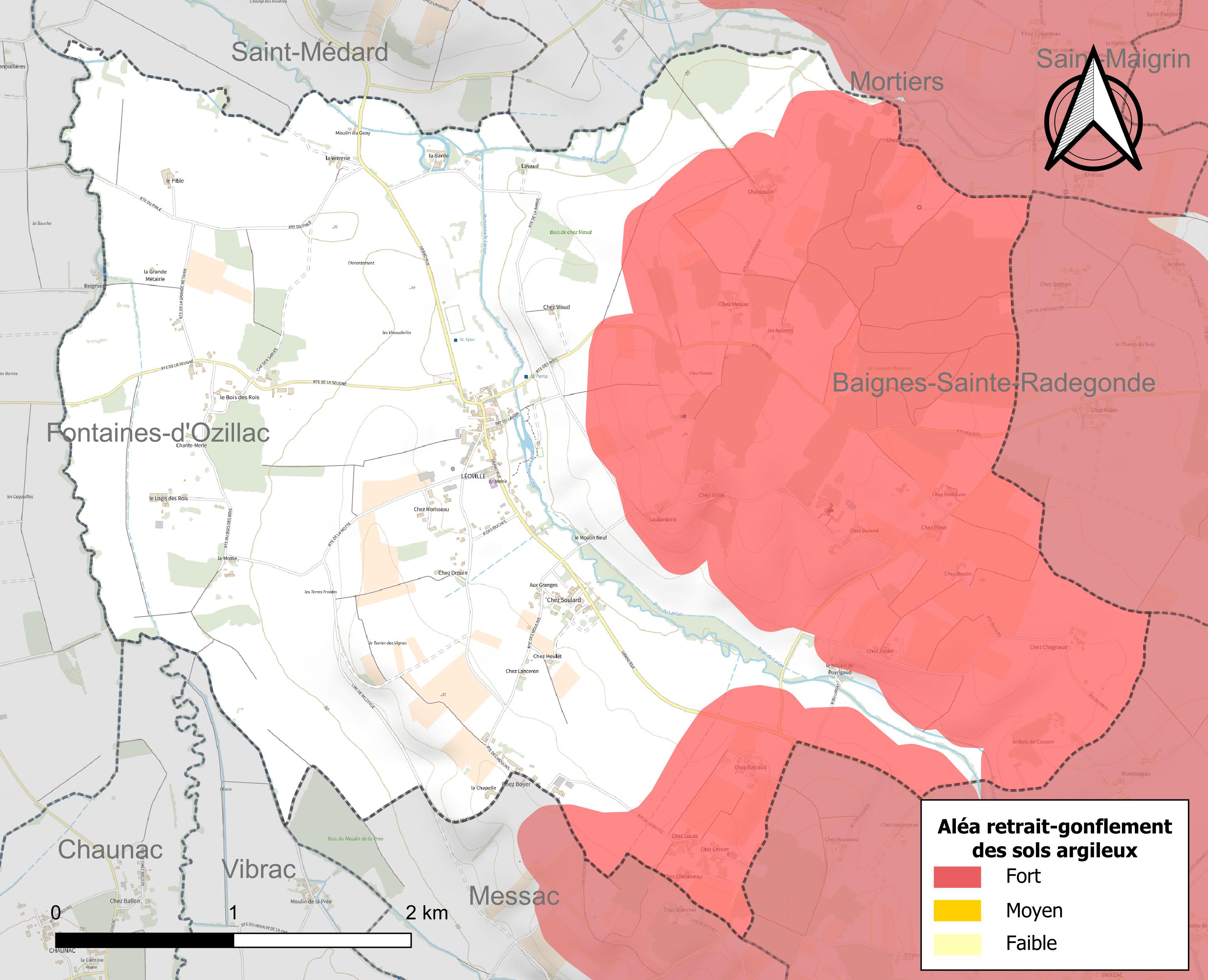
Carte des zones d'aléa retrait-gonflement des sols argileux de Léoville.

Les mouvements de terrains susceptibles de se produire sur la commune sont des tassements différentiels.
Le retrait-gonflement des sols argileux est susceptible d'engendrer des dommages importants aux bâtiments en cas d’alternance de périodes de sécheresse et de pluie. 39,9 % de la superficie communale est en aléa moyen ou fort (54,2 % au niveau départemental et 48,5 % au niveau national). Sur les 170 bâtiments dénombrés sur la commune en 2019, 50 sont en aléa moyen ou fort, soit 29 %, à comparer aux 57 % au niveau départemental et 54 % au niveau national. Une cartographie de l'exposition du territoire national au retrait gonflement des sols argileux est disponible sur le site du BRGM,.
Par ailleurs, afin de mieux appréhender le risque d’affaissement de terrain, l'inventaire national des cavités souterraines permet de localiser celles situées sur la commune.
Concernant les mouvements de terrains, la commune a été reconnue en état de catastrophe naturelle au titre des dommages causés par la sécheresse en 2003 et 2005 et par des mouvements de terrain en 1999 et 2010.

#### Risques technologiques
Le risque de transport de matières dangereuses sur la commune est lié à sa traversée par une ou des infrastructures routières ou ferroviaires importantes ou la présence d'une canalisation de transport d'hydrocarbures. Un accident se produisant sur de telles infrastructures est susceptible d’avoir des effets graves sur les biens, les personnes ou l'environnement, selon la nature du matériau transporté. Des dispositions d’urbanisme peuvent être préconisées en conséquence.

## Toponymie
L'origine du nom de Léoville remonterait à un nom de personne germanique auquel est apposé le suffixe -villa. Les noms en -ville dans les Charentes, fréquents entre Barbezieux et Châteauneuf, seraient issus des implantations franques après le VIe siècle en Aquitaine, comme au sud-est de Toulouse.[réf. nécessaire]

## Administration

### Liste des maires

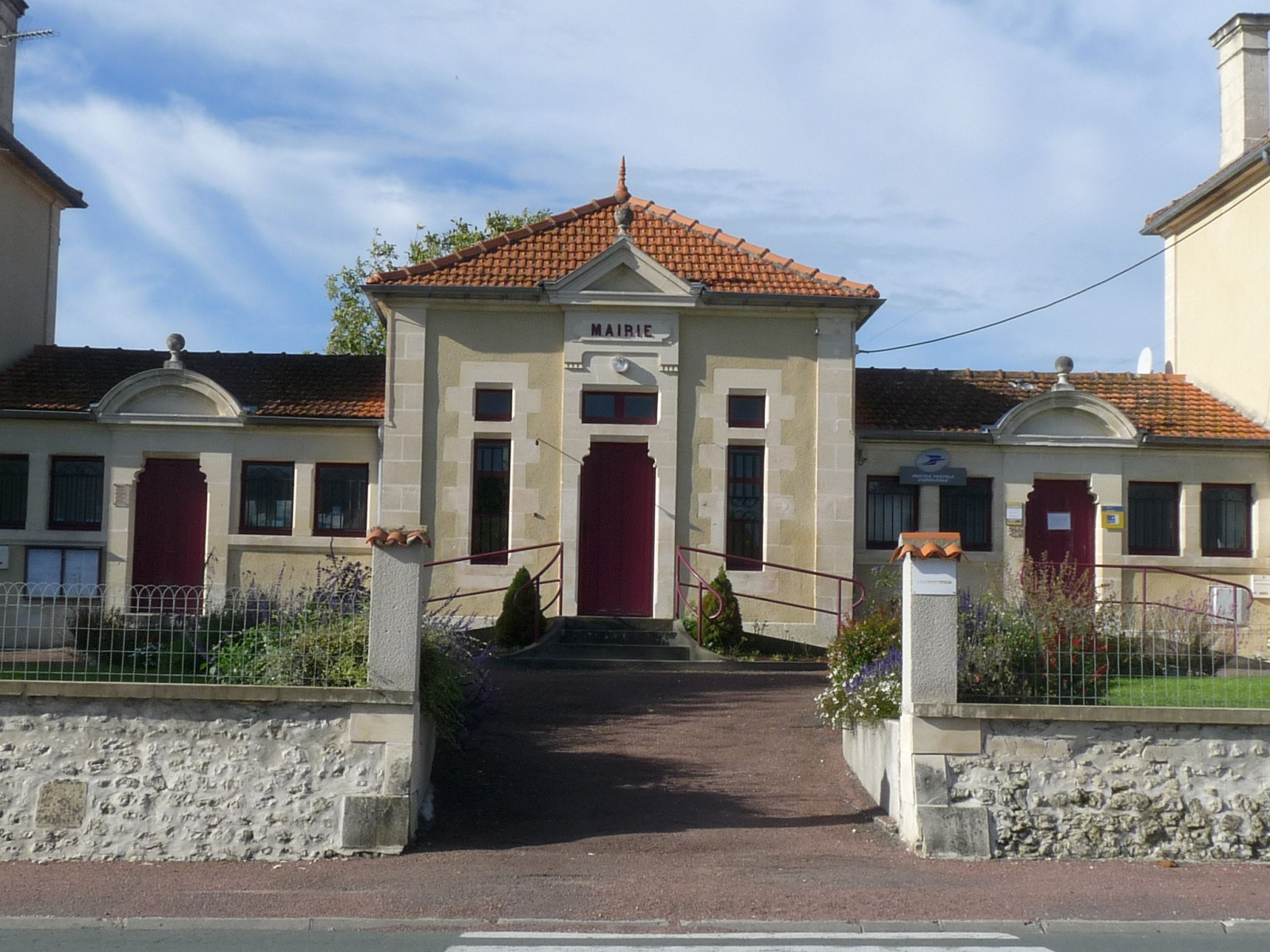
La mairie.

| Période                                  | Période  | Identité         | Étiquette | Qualité              |
| ---------------------------------------- | -------- | ---------------- | --------- | -------------------- |
| 2001                                     | 2002     | Robert Garon     |           |                      |
| 2002                                     | en cours | Bernard Landreau | DVD       | Agriculteur retraité |
| Les données manquantes sont à compléter. |          |                  |           |                      |

## Population et société

### Démographie

#### Évolution démographique
L'évolution du nombre d'habitants est connue à travers les recensements de la population effectués dans la commune depuis 1793. Pour les communes de moins de 10 000 habitants, une enquête de recensement portant sur toute la population est réalisée tous les cinq ans, les populations de référence des années intermédiaires étant quant à elles estimées par interpolation ou extrapolation. Pour la commune, le premier recensement exhaustif entrant dans le cadre du nouveau dispositif a été réalisé en 2005.

En 2022, la commune comptait 301 habitants, en évolution de −5,05 % par rapport à 2016 (Charente-Maritime : +4,04 %, France hors Mayotte : +2,11 %).
| 1793 | 1800 | 1806 | 1821 | 1831 | 1836 | 1841 | 1846 | 1851 |
| ---- | ---- | ---- | ---- | ---- | ---- | ---- | ---- | ---- |
| 673  | 614  | 648  | 657  | 780  | 699  | 684  | 731  | 701  |

| 1856 | 1861 | 1866 | 1872 | 1876 | 1881 | 1886 | 1891 | 1896 |
| ---- | ---- | ---- | ---- | ---- | ---- | ---- | ---- | ---- |
| 654  | 625  | 605  | 567  | 531  | 577  | 597  | 508  | 509  |

| 1901 | 1906 | 1911 | 1921 | 1926 | 1931 | 1936 | 1946 | 1954 |
| ---- | ---- | ---- | ---- | ---- | ---- | ---- | ---- | ---- |
| 510  | 505  | 507  | 434  | 422  | 459  | 441  | 413  | 381  |

| 1962 | 1968 | 1975 | 1982 | 1990 | 1999 | 2005 | 2006 | 2010 |
| ---- | ---- | ---- | ---- | ---- | ---- | ---- | ---- | ---- |
| 354  | 331  | 272  | 276  | 264  | 300  | 304  | 308  | 322  |

| 2015 | 2020 | 2022 | - | - | - | - | - | - |
| ---- | ---- | ---- | - | - | - | - | - | - |
| 314  | 303  | 301  | - | - | - | - | - | - |

## Culture locale et patrimoine

### Lieux et monuments

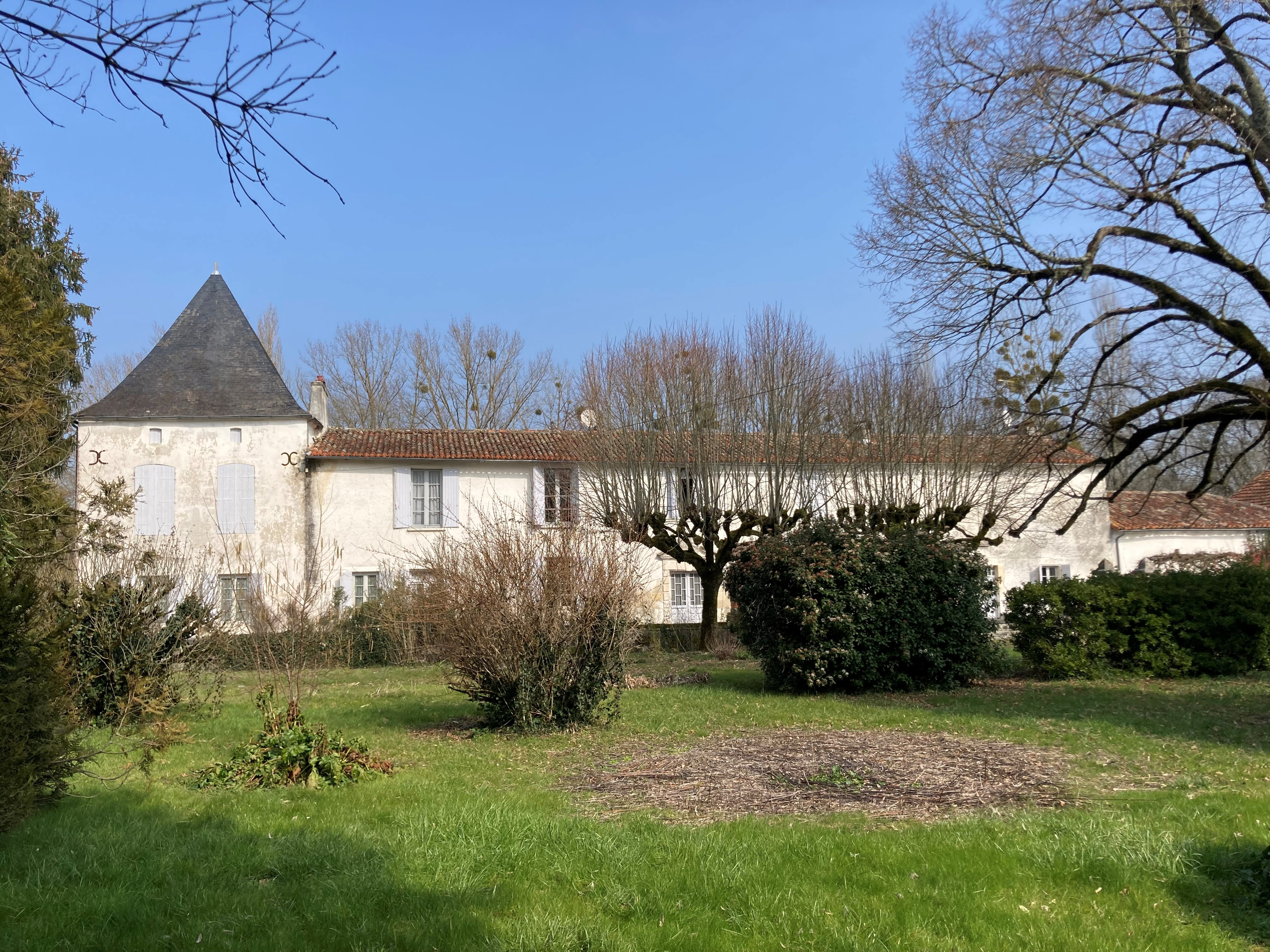
Château, ou Logis de La Barde

- L'église paroissiale Saint-Christophe, romane. Elle est inscrite monument historique depuis 2000[18].
- Plan d'eau du Lariat, au pied du bourg.
- Monuments aux morts.
- Fontaine.
- Le château, ou logis de La Barde (anciennement La Barde Fagneuse), se situe au nord du village. Entouré de douves, ses origines remontent au moins au milieu du 15e siècle. Propriété de plusieurs familles nobles, il appartint notamment au Seigneur Alexandre Blaise de Gascq (1695-1753). Lorsqu’il reçu, par son mariage, des vignobles dans le Médoc, il leur donna le nom de Léoville. Aujourd’hui, ce vignoble est particulièrement connu à travers trois prestigieux châteaux du Médoc : Léoville Las Cases, Léoville Barton et Léoville Poyferré.Château, ou Logis de La Barde
- Château de Puyrigaud, privé.

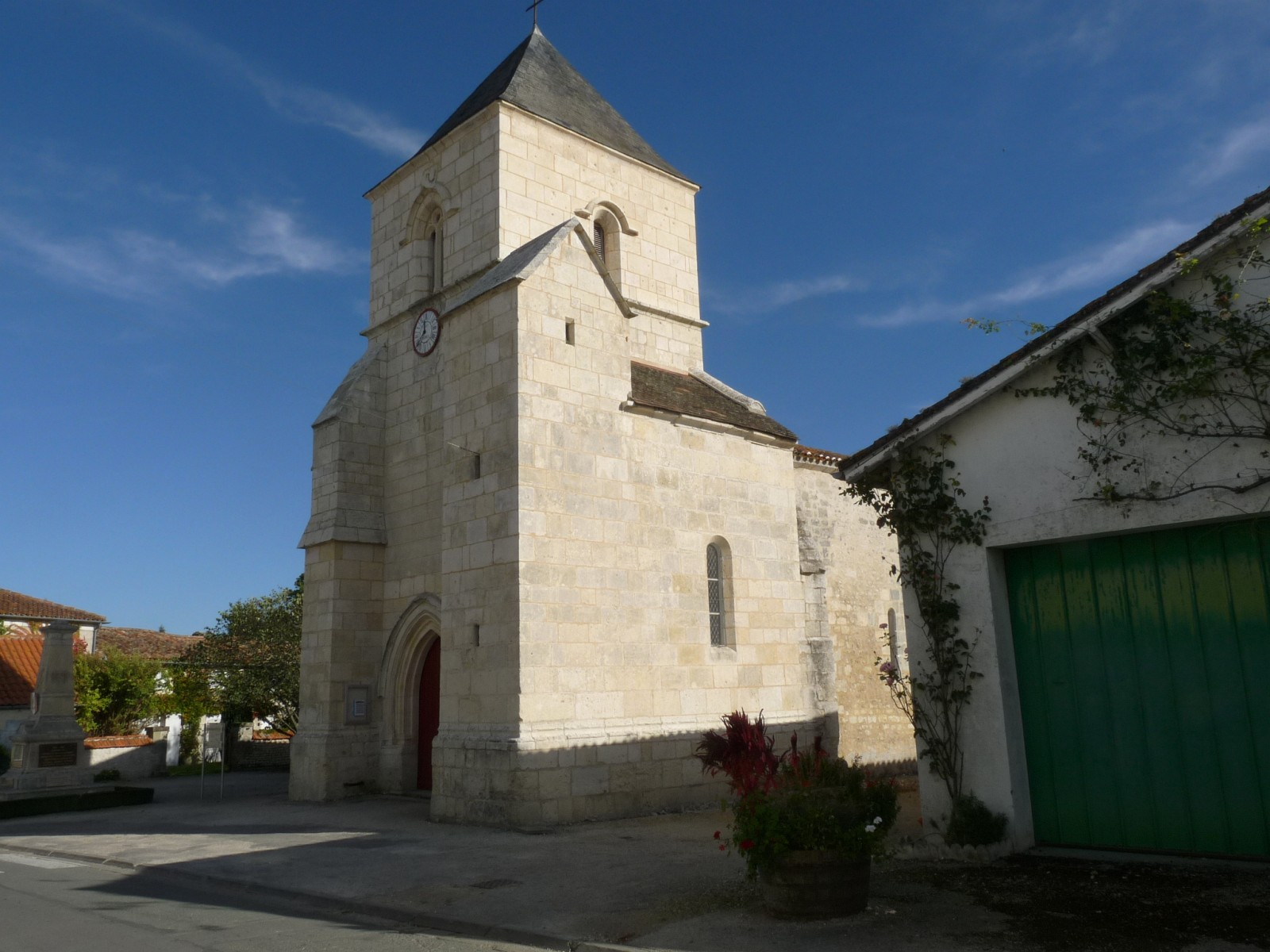
L'église Saint-Christophe.
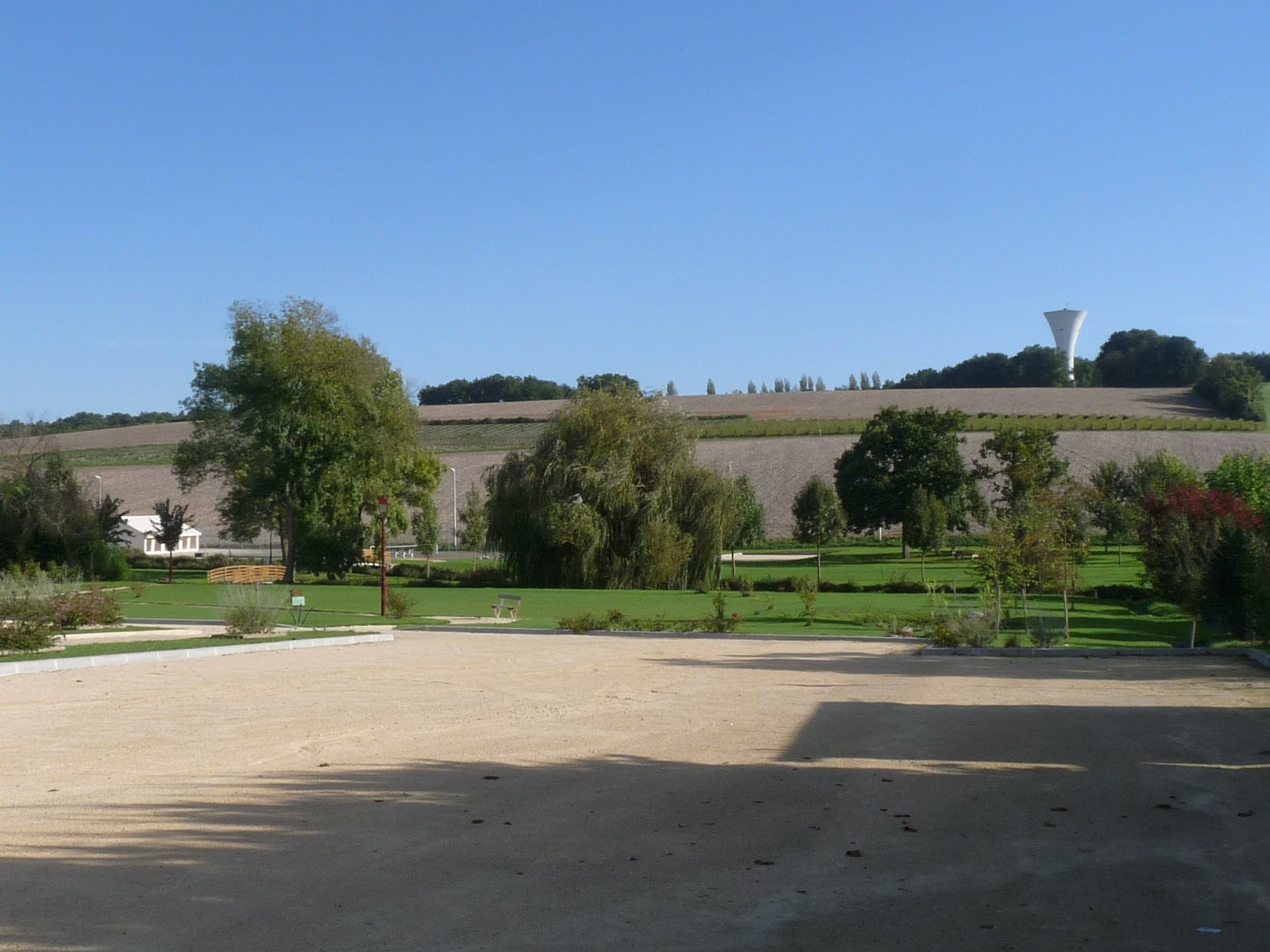
L'aire de loisirs et son plan d'eau.
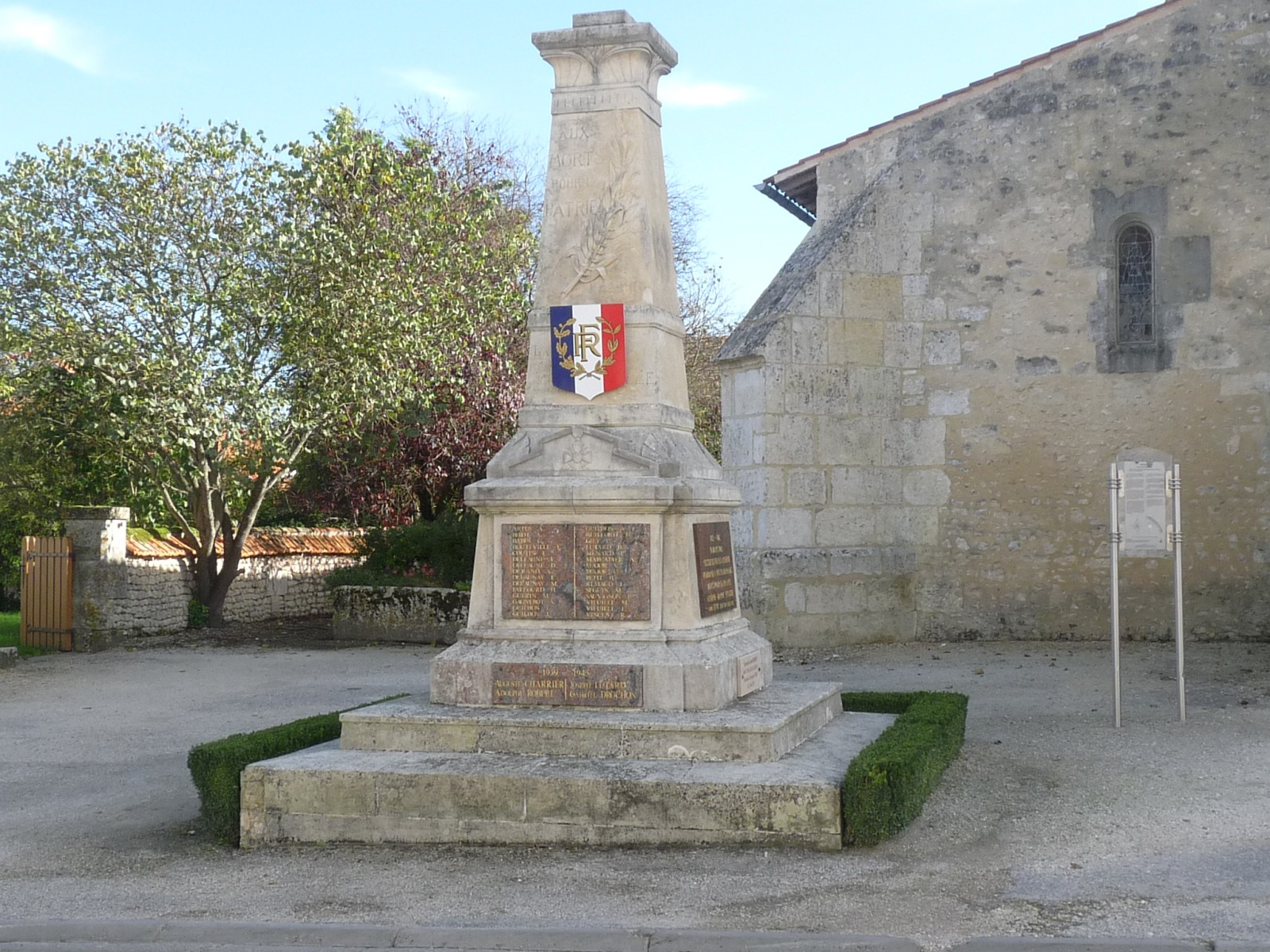
Le monument aux morts.
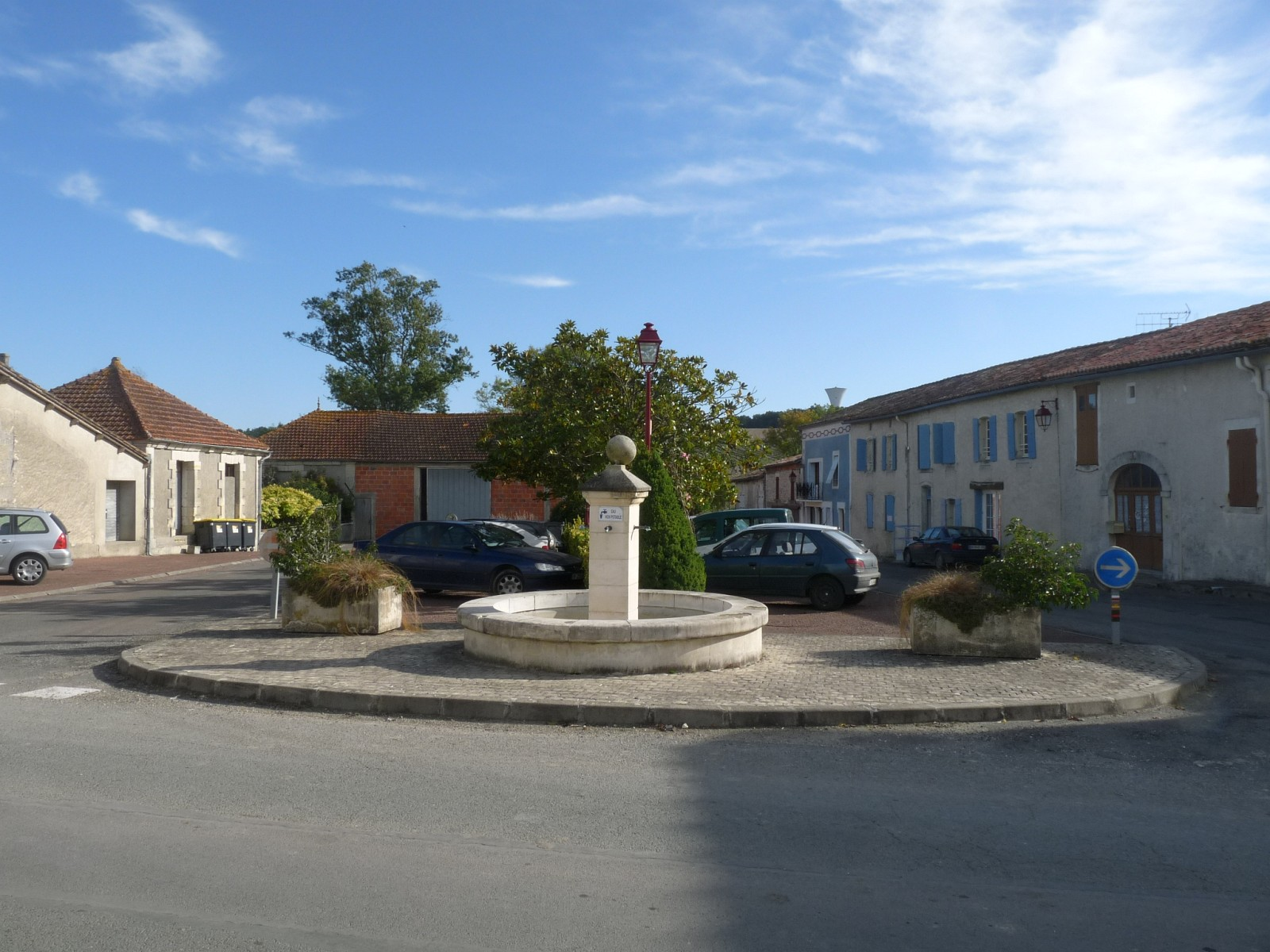
La fontaine et sa place.
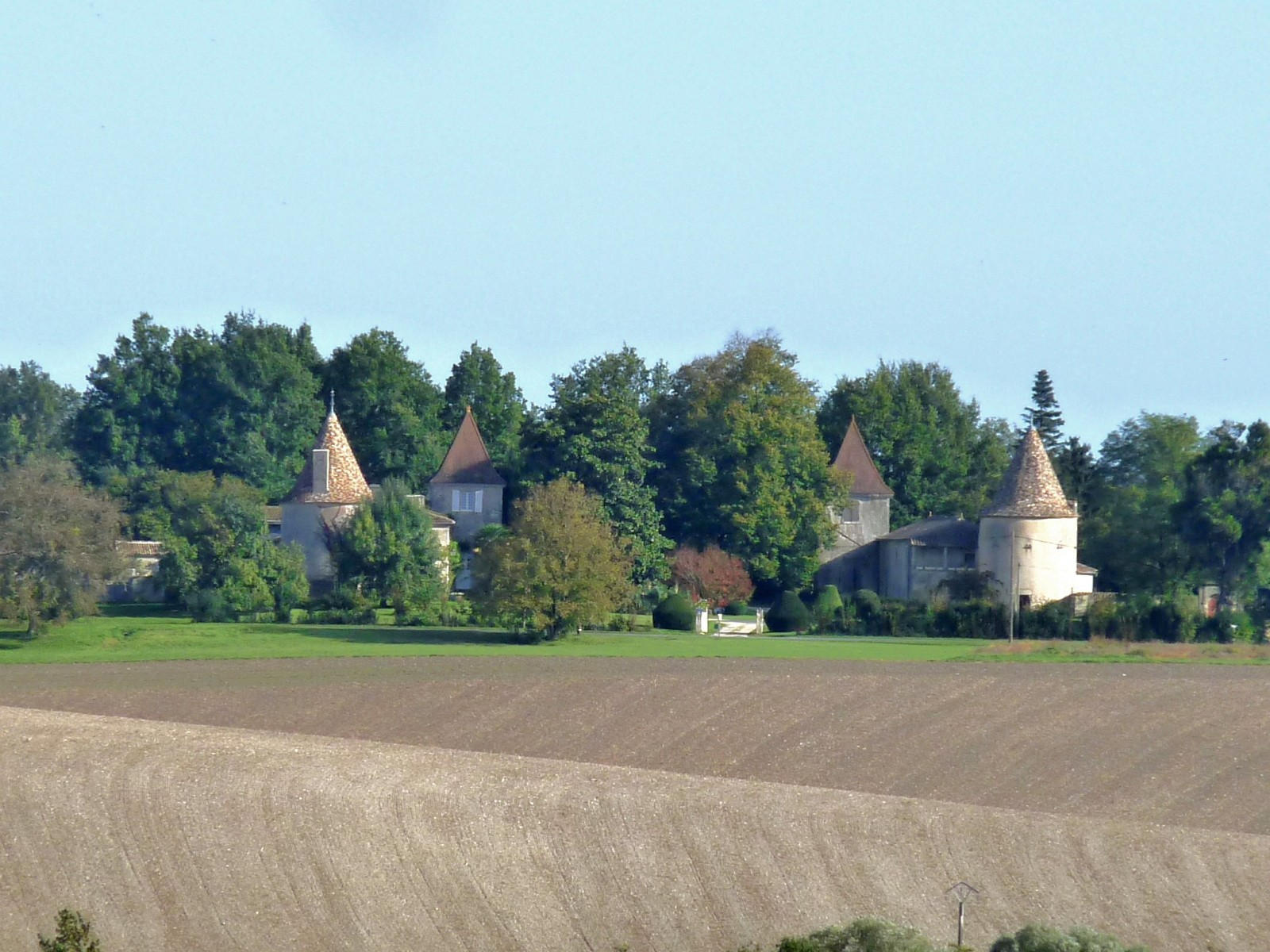
Le château de Puyrigaud.

### Personnalités liées à la commune
- Régis Messac (Champagnac, 2 août 1893 - du côté de Gross-Rosen ou de Dora, c. 1945) a été élève, de 1899 à 1901, à l’école de Léoville, où ses parents étaient  instituteurs.